# 멜라 리
멜라 리(영어: Mela Lee, 1976년 7월 31일 ~ )은 미국의 성우이다. 일본 애니메이션 《페이트/스테이 나이트》의 토오사카 린 역, 《로젠 메이든》의 신쿠 역으로 유명하다.

## 성우 출연작 목록

### 일본 애니메이션
- 괴도 세인트 테일 - 하네오카 메이미 / 세인트 테일 (데뷔작)
- 누라리횬의 손자 - 이에나가 카나
- 듀라라라!! - 키라사와 에리카
- 라스트 엑자일 - 마드테인, 내레이션
- 로젠 메이든 - 신쿠
- 무한의 주인 - 아사노 린
- 박살천사 도쿠로 - 미나카미 시즈키
- 블레이블루 올터 메모리 - 레이첼 알루카드
- 쓰르라미 울 적에 - 류구 레나
- 잔잔한 내일로부터 - 세이키 유
- 천원돌파 그렌라간 - 다리
- 토라도라! - 키하라 마야
- 페이트/스테이 나이트 - 토오사카 린

### 프랑스 애니메이션
- 미라큘러스: 레이디버그와 블랙캣 - 티키